# Tu me troubles
Pour plus de détails, voir Fiche technique et Distribution.
Tu me troubles (Tu mi turbi) est une comédie satirique italienne en quatre sketches réalisée par Roberto Benigni et sortie en 1983.
C'est à la fois le premier film réalisé par Roberto Benigni et le premier film interprété par Nicoletta Braschi,.

## Synopsis
Durante Cristo...
Le berger Benigno doit garder le petit Jésus, qui ne cesse de faire des miracles "maison" (comme marcher sur l'eau de la baignoire où il est censé se baigner). Le berger lui apprend de nombreuses choses qui lui seront utiles à l'avenir. Puis, dans un monologue qui va de la démence à la poésie, il confie à l'Enfant qu'il est toujours amoureux de Marie, bien qu'elle ait depuis longtemps épousé Joseph. 
Angelo
Le jeune Benigno, vêtu d'un smoking, erre désespérément dans la ville : il ne trouve plus son ange, qu'il a épousé et dont il est follement amoureux. Craignant qu'il ait pu s'enfuir ou se faire enlever, il demande des renseignements aux autres anges qu'il rencontre dans les rues de la ville jusqu'à ce qu'il le retrouve dans un petit hôtel. L'ange lui annonce, à son grand regret, qu'il est tombé amoureux de Dieu et qu'il a décidé de l'abandonner parce que Benigno est « trop banal et prévisible, jamais une surprise, jamais un changement ».
Finalement, alors que l'histoire est sur le point de connaître une fin tragique (il envisageait de se suicider), Benigno se réveille : heureusement pour lui, il n'a fait que rêver. Mais en réalité, Benigno est marié à Angela (un ange avec des ailes en plumes), qui n'a absolument pas l'intention de le quitter, même si elle est ennuyée par le fait qu'elle doit vivre à l'écart à la maison pour éviter d'être découverte et que la seule façon pour elle de voir les gens est d'organiser des « soirées masquées ». 
In banca
Le chômeur Benigno cherche désespérément une maison. Il en visite plusieurs mais n'ayant pas l'argent nécessaire (cent millions de lires), on lui conseille de l'emprunter à la banque. À la banque, on lui demande des garanties et s'il a « investi » de l'argent, mais il comprend « dans des vêtements » et ne croit donc pas que ses vêtements puissent rapporter beaucoup. Au cours du dialogue avec le directeur, il s'indigne qu'on ne prête qu'aux riches. Ne comprenant pas la signification des mécanismes bancaires complexes, il se dispute furieusement avec le directeur et se fait arrêter par deux gendarmes, mais il finit par obtenir ses 40 mètres carrés : une belle cellule. 
I due militi
Le soldat Benigno et un collègue, postés devant le Vittoriano pour garder le monument au Soldat inconnu, commencent leur garde par des plaisanteries et finissent par prouver l'existence de Dieu.

### Scène supprimée
Est exclu du film un épisode, inédit à ce jour, qui était prévu dans le scénario et tourné à l'époque pour Gaumont. Dans ce court-métrage, Benigni, s'étant retrouvé en possession de dix millions, se rend chez une voyante pour savoir comment les transformer en milliards. Mais à la place, la voyante lui prédit un destin funeste : il est écrit qu'il mourra le même jour, à minuit, en même temps que la personne qui sera proche de lui à ce moment-là. Désespéré, il déambule dans la rue et dépose un million dans la soucoupe d'un aveugle, qui ne le remarque pas. Il essaie donc de sauver son âme avec quelques bonnes actions. À quelques minutes de minuit, il rencontre la jeune fille dont il est amoureux et qui, après l'avoir longtemps repoussé, l'invite à regret à coucher avec elle. Conscient de la prédiction de la diseuse de bonne aventure, il la chasse brusquement. Et voilà que minuit sonne. Après le douzième carillon, Benigni, stupéfait, se rend compte qu'il est encore en vie. Il ne lui reste plus qu'à courir vers la fille et à trouver l'aveugle avec son million.

## Fiche technique
- Titre en français : Tu me troubles[4]
- Titre original : Tu mi turbi[5]
- Réalisation : Roberto Benigni
- Scenario :	Roberto Benigni, Giuseppe Bertolucci
- Photographie :	Luigi Verga
- Montage : Gabriella Cristiani
- Musique : Paolo Conte
- Production : Ettore Rosboch
- Maison de production : Best International Film
- Pays de production :  Italie
- Langue originale : Italien
- Format : Couleurs
- Durée : 96 minutes
- Genre : Comédie satirique
- Dates de sortie :
  - Italie : 18 février 1983 (Rome) ; 24 février 1983 (Turin) ; 10 mars 1983 (Milan) ;
  - France : 18 juillet 1990[4]

## Distribution
- Roberto Benigni : Benigno
- Nicoletta Braschi : Marie
- Olimpia Carlisi : Angela
- Claudio Bigagli : soldat
- Enio Drovandi (it) : balayeur
- Giacomo Piperno (it) : directeur de la banque Diotaiuti
- Carlo Monni : Joseph
- Serena Grandi : L'ange gardien de la prostituée
- Mariangela D'Abbraccio